# Région de Rio Claro-Mayaro
La région de Rio Claro-Mayaro est l'une des neuf régions de l'île de Trinité à Trinité-et-Tobago.
Cette zone possède une superficie de 852.81 km². La région possède un grand réservoir de gaz naturel et de pétrole brut le long de sa côte orientale. Les possibilités d'emploi varient entre l'agriculture, la pêche et l'exploitation forestière à une variété de petites entreprises.